# Krka (podjetje)
Krka je mednarodno generično farmacevtsko podjetje s sedežem v Novem mestu. Skupina Krka je v letu 2023 prodala za 1,806 milijarde EUR izdelkov in storitev ter ustvarila 313,7 milijona EUR čistega dobička. Izdelke prodaja v več kot 70 državah. V Sloveniji ima obrate v Ločni in Bršljinu v Novem mestu, v Krškem, Šentjerneju in Ljutomeru. Več oddelkov je tudi na različnih lokacijah v Ljubljani. Proizvodno-distribucijske centre ima v Ruski federaciji, na Poljskem, Hrvaškem in v Nemčiji. Konec leta 2023 je bilo v Krki 12.753 zaposlenih.

## Dejavnost in izdelki
Temelj Krkinega poslovanja je farmacevtsko-kemijska dejavnost. Osrednja skupina izdelkov so zdravila na recept, ki so leta 2023 predstavljala 81,7 % prodaje. Po obsegu prodaje sledijo izdelki brez recepta (9,9 %) in veterinarski izdelki (5,8 %).
Krka proizvaja širok spekter zdravil na recept: zdravila za zdravljenje bolezni srca in žilja, zdravila za zdravljenje bolezni prebavil, zdravila za zdravljenje bolezni osrednjega živčevja, zdravila za lajšanje bolečine, zdravila za zdravljenje sladkorne bolezni in zdravila za preprečevanje krvnih strdkov. Proizvaja tudi onkološka zdravila, zdravila za sistemsko zdravljenje okužb, zdravila za zdravljenje bolezni krvi in krvotvornih organov, zdravila za zdravljenje bolezni sečil in zdravila za zdravljenje bolezni dihal.
Krkini izdelki brez recepta so namenjeni zlasti preprečevanju bolezni in zdravljenju lažjih zdravstvenih težav, ki ne zahtevajo zdravniške oskrbe. Med ključnimi skupinami so izdelki za lajšanje prehlada in kašlja, vitamini in minerali, zdravila za lajšanje bolečine, zdravila za zdravljenje bolezni prebavil in presnove, zdravila za lajšanje simptomov alergij ter izdelki za lajšanje težav s spominom in koncentracijo.
Krkini glavni veterinarski izdelki so namenjeni domačim živalim: antiparaziktiki, analgetiki in zdravila za sistemsko zdravljenje okužb. Proizvajajo tudi več zdravil za rejne živali.
Krka svojo osnovno dejavnost dopolnjuje z zdraviliško-turističnimi storitvami hčerinske družbe Terme Krka, ki vključuje zdravilišča v Dolenjskih Toplicah in Šmarjeških Toplicah, obmorski center Talaso Strunjan ter hotele Otočec. Osnovna dejavnost Term Krka je medicinska rehabilitacija po boleznih srca, žilja in dihal ter poškodbah gibal.

## Trgi in poslovna mreža
Krka je mednarodno podjetje, ki 94 % izdelkov proda v več kot 70 državah po vsem svetu. Na večini trgov ima podjetja in predstavništva, v Ruski federaciji, na Poljskem, Hrvaškem in v Nemčiji pa tudi proizvodne obrate.
Krkini največji trgi so Ruska federacija, Poljska in Nemčija. V vzhodni Evropi je v letu 2023 ustvarila 33 % celotne prodaje. Z 22,1 % so sledili srednjeevropski trgi, z 20,5 % zahodnoevropski in s 14,3 % trgi v jugovzhodni Evropi. V Sloveniji je Krka s prodajo izdelkov in storitev ustvarila 6,2 % celotne prodaje. Svoje izdelke trži tudi na Srednjem in Daljnem vzhodu, v Afriki in Ameriki. Prodaja na čezmorskih trgih je k celotni prodaji prispevala 4,2 %.

## Razvoj in raziskave
Krka razvija inovativna generična zdravila z dodano vrednostjo, ki so plod lastnega znanja. Že znane učinkovine večinoma pridobi z lastnimi sinteznimi postopki, nato pa z inovativnimi rešitvami ter z uporabo najsodobnejših tehnoloških postopkov razvija in izdeluje zdravila. Obsežne in zahtevne tehnološke, analizne, predklinične in klinične raziskave ji omogočajo razvoj kompleksnih izdelkov v inovativnih farmacevtskih oblikah. Proizvaja tudi izdelke, ki vsebujejo dve ali več zdravilnih učinkovin in bolnikom omogočijo dvojno ali trojno zdravljenje z enim samim odmerkom zdravila.
Krka svoje tehnološke rešitve na ključnih področjih ščiti s patenti, izdelke pa trži pod lastnimi blagovnimi znamkami.

## Kakovost
Krkina proizvodnja poteka v skladu z mednarodnimi proizvodnimi in farmacevtskimi standardi, ki so vključeni v vse faze od razvoja, proizvodnje, kontrole in zagotavljanja kakovosti do skladiščenja in distribucije. 
Upoštevanje standardov kakovosti potrjujejo redne inšpekcije regulatornih organov, presoje partnerjev in redno certificiranje sistema vodenja kakovosti.
Prvi sistem kakovosti je bil vzpostavljen ob ustanavljanju podjetja leta 1954. Kontrolni laboratorij je takrat meril 12 m2. Z razvojem farmacevtske dejavnosti se je krepila tudi regulativna dejavnost. Vzpostavljale so se zahteve dobre proizvodne prakse, drugih dobrih praks in drugi sistemi vodenja kakovosti. Krka ima med drugim naslednje standarde: ISO 9001 (od leta 1996), Odgovorno ravnanje (2000), ISO 14001 (2001), HACCP (2004), OHSAS 18001 (2005), ISO/IEC 27001 (2007), BS 25999 (2011) in ISO 45001 (2020).
Leta 2007 je bil sistem vodenja kakovosti nadgrajen z vključitvijo načel modela odličnosti Evropske fundacije za upravljanje kakovosti (European Foundation for Quality Management). 
Leta 2023 je prejela prvo oceno S&P Global CSA, s katero se je ovrednotila trajnost njenega poslovanja (ESG).

## Zgodovina
Krka se je razvila na podlagi dolge lekarniše tradicije na območju Novega mesta. Že v 12. in 13. stoletju so se v okolici Novega mesta za samostanskimi zidovi začeli pojavljati zametki današnjih lekarn. Že v 15. stoletju je bila samostanska lekarna tudi v Novem mestu. Prvo deželno lekarno je Novo mesto dobilo leta 1570, vodil pa jo je lekarniški pomočnik Peter Klaus, ki je podporo za ustanovitev dobil pri deželnih stanovih. Lekarna je delovala nepretrgoma 380 let do leta 1950, ko je bila podržavljena in preimenovana v Mestno lekarno Novo mesto.
Na pobudo Borisa Andrijaniča, takratnega upravnika novomeške mestne lekarne, je bil leta 1954 ustanovljen Farmacevtski laboratorij Krka. Na začetku je zaposloval le devet delavcev, že čez dve leti pa je prerasel v tovarno zdravil. Krka je prva zdravila registrirala na domačem trgu, že v šestdesetih letih pa je začela prodirati na tuje trge. V tem obdobju je svojo ponudbo dopolnjevala z licenčnimi izdelki, konec sedemdesetih let pa pridobila prve registracije ameriške Uprave za hrano in zdravila (FDA) za proizvodnjo antibiotikov.
V začetku osemdesetih let se je usmerila v razvoj lastnih generičnih izdelkov z dodano vrednostjo. Širiti je začela mednarodno marketinško mrežo, s čimer je pomembno okrepila svoj položaj na evropskih trgih. Ves ta čas je intenzivno povečevala proizvodne zmogljivosti in vlagala v razvojno-raziskovalno dejavnost.
Leta 1985 je delavski svet za novega predsednika Krkinega poslovodskega odbora imenoval Miloša Kovačiča. Leta 1997 je Krka z uvrstitvijo delnic na Ljubljansko borzo postala delniška družba. Leta 2005 je vodenje Krke prevzel tretji predsednik uprave in generalni direktor Jože Colarič.